# Гіффа
Гіффа, Ґіффа (італ. Ghiffa, п'єм. Ghifa) — муніципалітет в Італії, у регіоні П'ємонт,  провінція Вербано-Кузіо-Оссола.
Гіффа розташована на відстані близько 550 км на північний захід від Рима, 125 км на північний схід від Турина, 7 км на схід від Вербанії.
Населення — 2423 особи (2014).

## Демографія
Населення за роками:

Станом на 1 січня 2023 року в муніципалітеті офіційно проживало 95 іноземців з 29 країн, серед них 22 громадяни країн Євросоюзу та 5 громадян України.

## Сусідні муніципалітети
- Ариццано
- Бее
- Кастельвеккана
- Лавено-Момбелло
- Оджеббіо
- Порто-Вальтравалья
- Премено
- Вербанія